# Nonagria lineosa
Nonagria lineosa är en fjärilsart som beskrevs av J. Peter Maassen 1890. Nonagria lineosa ingår i släktet Nonagria och familjen nattflyn. Inga underarter finns listade i Catalogue of Life.